# Золотое Королевство
«Золотое Королевство» (англ. Golden Kingdom) — фильм-драма 2015 года, снятый режиссёром Брайаном Перкинсом. Фильм рассказывает о четырех молодых буддийских монахах и их жизни в буддийском монастыре. Действие фильма разворачивается в Мьянме, все события картины были сняты на натуре этой страны. «Золотое Королевство» — первый международный художественный фильм, снятый в Мьянме с момента ее недавнего открытия.

## Сюжет
В горах Мьянмы расположен буддийский монастырь, в котором живут Саядо — настоятель монастыря — и четыре молодых монаха: Койин Витазара, Койин Везананда, Койин Тиридема и Койин Авададема. Однажды Саядо узнаёт, что ему придётся покинуть монастырь на некоторое время. Он вынужден оставить четырех молодых монахов одних заботиться о себе. Прежде, чем уйти, он ставит во главе группы Койина Витазару, старшего из них. С уходом Саядо четверо молодых монахов учатся сами добывать еду для своего стола, параллельно борясь со своими страхами и внутренними демонами.

## В ролях
- Саядо — У Zawtica
- Койин Витазара — Shine Htet Zaw
- Койин Везананда — Koyin Saw Ri
- Койин Тиридема — Koyin Than Maung
- Койин Авададема — Koyin Maung Sein

## Производство
Фильм был полностью снят в Мьянме.
Трое из четырех молодых монахов, изображенных в фильме, являются настоящими монахами-учениками, в то время как актёр Y Zawtica, который играет Саядо, также сам является настоящим буддийским Саядо.